# Grand Prix automobile des Pays-Bas 2020
Le Grand Prix automobile des Pays-Bas 2020 (Formula 1 Heineken Dutch Grand Prix 2020) devait se tenir le 3 mai 2020 sur le circuit de Zandvoort et constituer la première édition du Grand Prix des Pays-Bas depuis 35 ans à compter pour le championnat du monde de Formule 1, la Formule 1 n'y étant plus revenue depuis 1985. 
Le circuit de Zandvoort a été rénové pour le retour de la Formule 1 après une dernière édition remportée par Niki Lauda sur McLaren le 25 août 1985. Le dernier virage « Arie Luyendyk » a notamment été relevé pour porter son inclinaison à 18 degrés, à la façon de celui de l'Indianapolis Motor Speedway. 
En raison de la pandémie de Covid-19, la course est reportée, au même titre que tous les Grands Prix programmés jusqu'au mois de juillet, tandis que d'autres sont purement et simplement annulés. C'est finalement le cas de la manche néerlandaise le 28 mai, compte tenu de son refus d'organiser l'épreuve à huis clos. 

## Du report à l'annulation
Au mois de mars 2020, la pandémie de Covid-19 provoque l'annulation ou le report de toutes les manifestations sportives dans le monde. Le 13, la manche d'ouverture à Melbourne est annulée à deux heures des premiers essais libres tandis que les Grands Prix de Bahreïn et du Viêt Nam (deuxième et troisième manches) sont reportés ; la quatrième manche en Chine avait été reportée antérieurement, ce qui laisse la course néerlandaise en première place dans ce calendrier perturbé. 
Toutefois, la direction de la Formule 1 précise dans un communiqué : « La Formule 1 et la FIA prévoient d'entamer le championnat en Europe fin mai mais, compte tenu de la forte augmentation des cas de coronavirus en Europe ces derniers jours, cette option sera régulièrement réexaminée. »
La tenue de la course le 3 mai est donc sujette à caution. Le 13 mars, les organisateurs du Grand Prix annoncent : « Sur la base des rapports de la direction de la Formule 1 et de la FIA, nous sommes en consultation commune avec eux sur les conséquences possibles pour le Grand Prix des Pays-Bas de Formule 1. Celles-ci ne sont pas encore pleinement connues mais en cas de report éventuel, tous les billets resteront valides. Dès que d'autres nouvelles seront connues, nous les partagerons avec toutes les parties concernées. »
Le 19 mars, les trois Grands Prix programmés au mois de mai en Europe, à commencer par la course néerlandaise, suivie de l'Espagne (12 mai) et de Monaco (24 mai) sont reportés. « La Formule 1, la FIA et les trois promoteurs de ces Grands Prix ont pris ces décisions afin d'assurer la santé et la sécurité du personnel itinérant, des participants au championnat et des fans, ce qui reste notre principale préoccupation. Toutes les parties ont déclaré qu'elles étudieraient la viabilité de trouver des dates alternatives pour disputer les courses plus tard dans l'année », indique un communiqué des instances dirigeantes de la Formule 1.
Enfin, le 28 mai, la perspective d'organiser le Grand Prix à huis clos est rejetée par la direction de la course, qui annonce son annulation : « En raison de la pandémie mondiale de coronavirus (COVID-19), le Grand Prix des Pays-Bas a d'abord été reporté. En consultation avec le Formula One Management, l'organisation du Grand Prix des Pays-Bas a dû arriver à la conclusion qu'il n'était plus possible d'avoir une course avec du public cette année. Par conséquent, il a été décidé de reporter définitivement la course à 2021. Avec la FIA et la FOM, nous déterminerons le calendrier pour 2021 et ainsi la nouvelle date du Grand Prix des Pays-Bas. »
Jan Lammers, directeur du Grand Prix des Pays-Bas, précise : « Grâce à tous les fans, aux entreprises et au gouvernement, un incroyable accomplissement a été réalisé. Avec la Formule 1, nous avons étudié la possibilité d'organiser le Grand Prix à un autre moment de l'année, sans public, mais nous voudrions célébrer le retour de la Formule 1 à Zandvoort avec nos fans et les Néerlandais. Nous demandons à chacun d'être patient. Je ressens cette impatience depuis 35 ans, alors je peux attendre une année de plus. »